# ملتقط القمامة

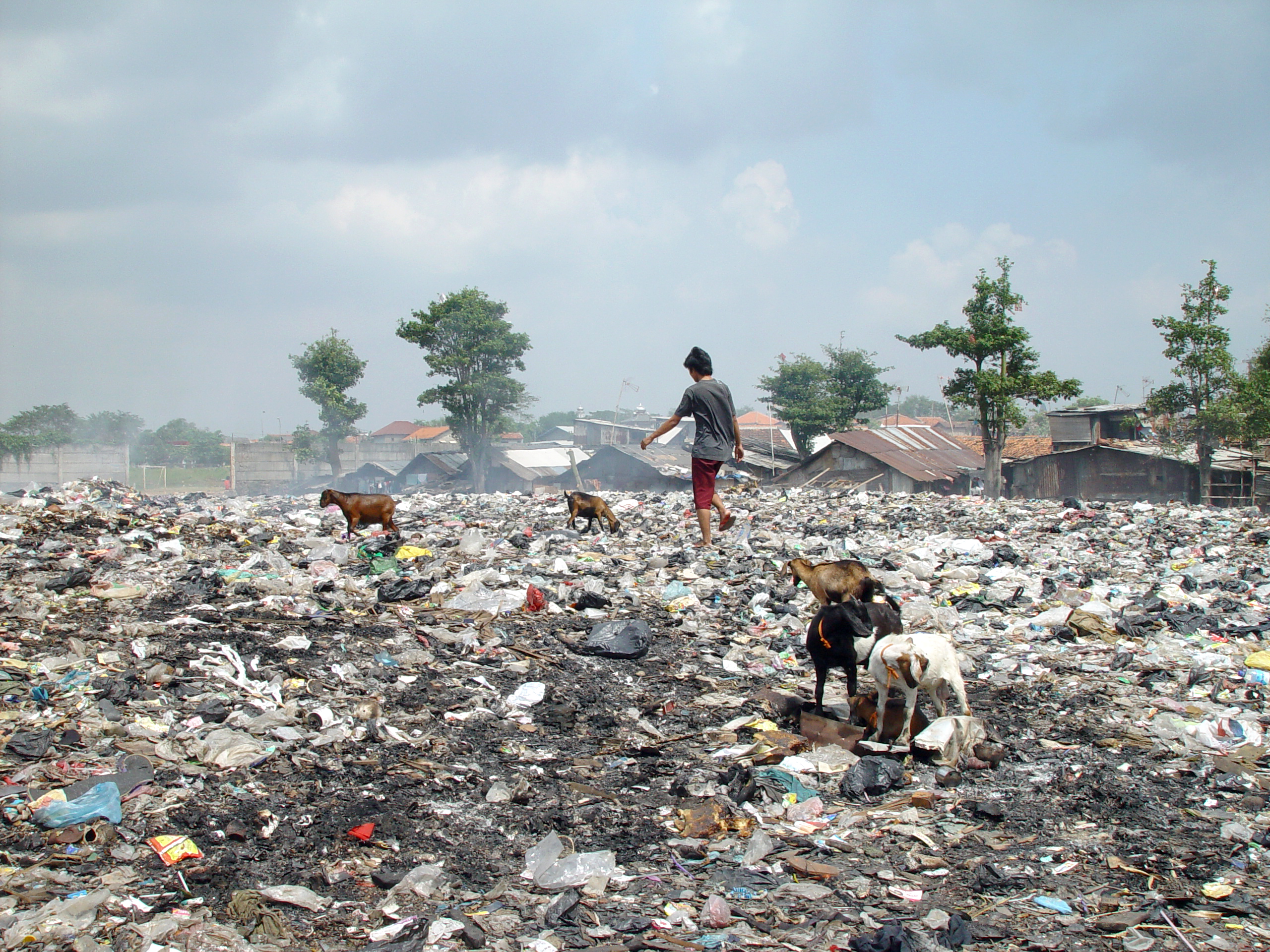
جمع القمامة في جاكرتا، إندونيسيا

ملتقط النفايات هو الشخص الذي ينقذ المواد القابلة لإعادة الاستخدام أو القابلة لإعادة التدوير التي يرميها الآخرون لبيعها أو للاستهلاك الشخصي. هناك الملايين من ملتقطي النفايات في جميع أنحاء العالم، ومعظمهم في البلدان النامية، ولكن بشكل متزايد في البلدان ما بعد الصناعية أيضًا.
مورست أشكال مختلفة من التقاط النفايات منذ العصور القديمة، ولكن التقاليد الحديثة لجمع النفايات ترسخت خلال التصنيع في القرن التاسع عشر. على مدى نصف القرن الماضي، توسع جمع النفايات بشكل كبير في العالم النامي بسبب التحضر والاستعمار السام وتجارة النفايات العالمية. توفر العديد من المدن خدمات جمع النفايات الصلبة فقط.

## المصطلح
تُستخدم العديد من المصطلحات للإشارة إلى الأشخاص الذين ينقذون المواد القابلة لإعادة التدوير من مجرى النفايات للبيع أو الاستهلاك الشخصي. في اللغة الإنجليزية، تشمل هذه المصطلحات جامع خرق، عامل استرداد، مسترد غير رسمي للموارد، binner، معيد تدوير، صياد غير مشروع، منقذ، كاسح، ملتقط نفايات؛ في cartonero الاسباني، chatarrero pepenador clasificador minador و reciclador؛ وباللغة البرتغالية catador de materiais recicláveis. مصطلح أكثر حداثة، يركز على نتيجة النشاط المهني، هو "إعادة تدوير القطاع غير الرسمي". ومع ذلك، يمكن أن تكون كلمة "غير رسمية" مضللة جزئيًا، لأنه في الممارسة العملية قد تواجه سلسلة متصلة بين السمة غير الرسمية الكاملة والتنظيم المناسب في الأنشطة الرسمية المسجلة الخاضعة للضرائب.
اختار المشاركون في المؤتمر العالمي الأول لجامعي النفايات في عام 2008 استخدام مصطلح "ملتقط النفايات" لاستخدام اللغة الإنجليزية لتسهيل التواصل العالمي. كما يشيع استخدام مصطلح "الزبال"، لكن العديد من ملتقطي النفايات يجدونها مهينة بسبب المقارنة الضمنية مع الحيوانات.
يختلف ملتقط النفايات عن جامع النفايات لأن النفايات التي يجمعها الأخير قد تكون موجهة إلى مكب النفايات أو المحرقة، وليس بالضرورة إلى مرفق إعادة التدوير.
يشير مصطلح " Dumpster diving " عمومًا إلى ممارسة النشطاء المناهضين للمستهلكين والفريغان الذين يستردون عناصر مثل الطعام والملابس من مجرى النفايات كشكل من أشكال الاحتجاج ضد ثقافة الاستهلاك. يشير "جمع النفايات" بشكل عام إلى النشاط الذي تحركه الحاجة الاقتصادية البحتة.

## الانتشار والتركيبة السكانية
هناك القليل من البيانات الموثوقة حول عدد والتركيبة السكانية لجامعي النفايات في جميع أنحاء العالم. معظم الأبحاث الأكاديمية حول ملتقطي النفايات نوعية وليست كمية. يعد جمع البيانات بشكل منهجي على نطاق واسع أمرًا صعبًا بسبب الطبيعة غير الرسمية للمهنة، والحدود التي يسهل اختراقها، والقوى العاملة المتقلبة موسمياً، ومواقع العمل المنتشرة والمتنقلة على نطاق واسع. أيضًا، يتردد العديد من الباحثين في إنتاج بيانات كمية خوفًا من استخدامها لتبرير الإجراءات الصارمة ضد جمع النفايات من قبل السلطات. وبالتالي، فإن التقديرات واسعة النطاق الموجودة هي في الأساس استقراءات تستند إلى عينات بحث أصلية صغيرة جدًا. في كتابه "The World's Scavengers الزبالون في العالم" (2007)، يقدم مارتن مدينا دليلًا منهجيًا لبحث جمع النفايات.
قدر البنك الدولي في عام 1988 أن 1-2٪ من سكان العالم يعيشون على جمع النفايات. تقدر دراسة أجريت عام 2010 أن هناك 1.5 مليون ملتقط نفايات في الهند وحدها. تقدر البرازيل، الدولة التي تجمع أقوى الإحصاءات الرسمية عن ملتقطي النفايات، أن ما يقرب من ربع مليون من مواطنيها يشاركون في جمع النفايات.
يختلف دخل ملتقطي النفايات اختلافًا كبيرًا حسب الموقع وشكل العمل والجنس. يعيش بعض ملتقطي النفايات في فقر مدقع، لكن كثيرين آخرين يكسبون أضعاف الحد الأدنى للأجور في بلادهم. تشير الدراسات الحديثة إلى أن ملتقطي النفايات في بلغراد، صربيا، يكسبون ما يقرب من 3 دولارات أمريكية في اليوم، بينما يكسب ملتقطو النفايات في كمبوديا دولارًا واحدًا في اليوم. تشير الإحصاءات الرسمية في البرازيل إلى أن الرجال يكسبون أكثر من النساء، بغض النظر عن العمر. ما يقرب من ثلثي ملتقطي النفايات في البرازيل هم من الرجال بشكل عام، ولكن هذه النسبة تقفز إلى 98٪ في مجموعات ملتقطي النفايات ذات الدخل المرتفع (أولئك الذين يكسبون ما بين 3-4 أضعاف الحد الأدنى للأجور). لم يُعثر على نساء في الفئات الأعلى دخلاً (أولئك الذين يتقاضون أكثر من 10 أضعاف الحد الأدنى للأجور).

## الأسباب
فى الدول النامية

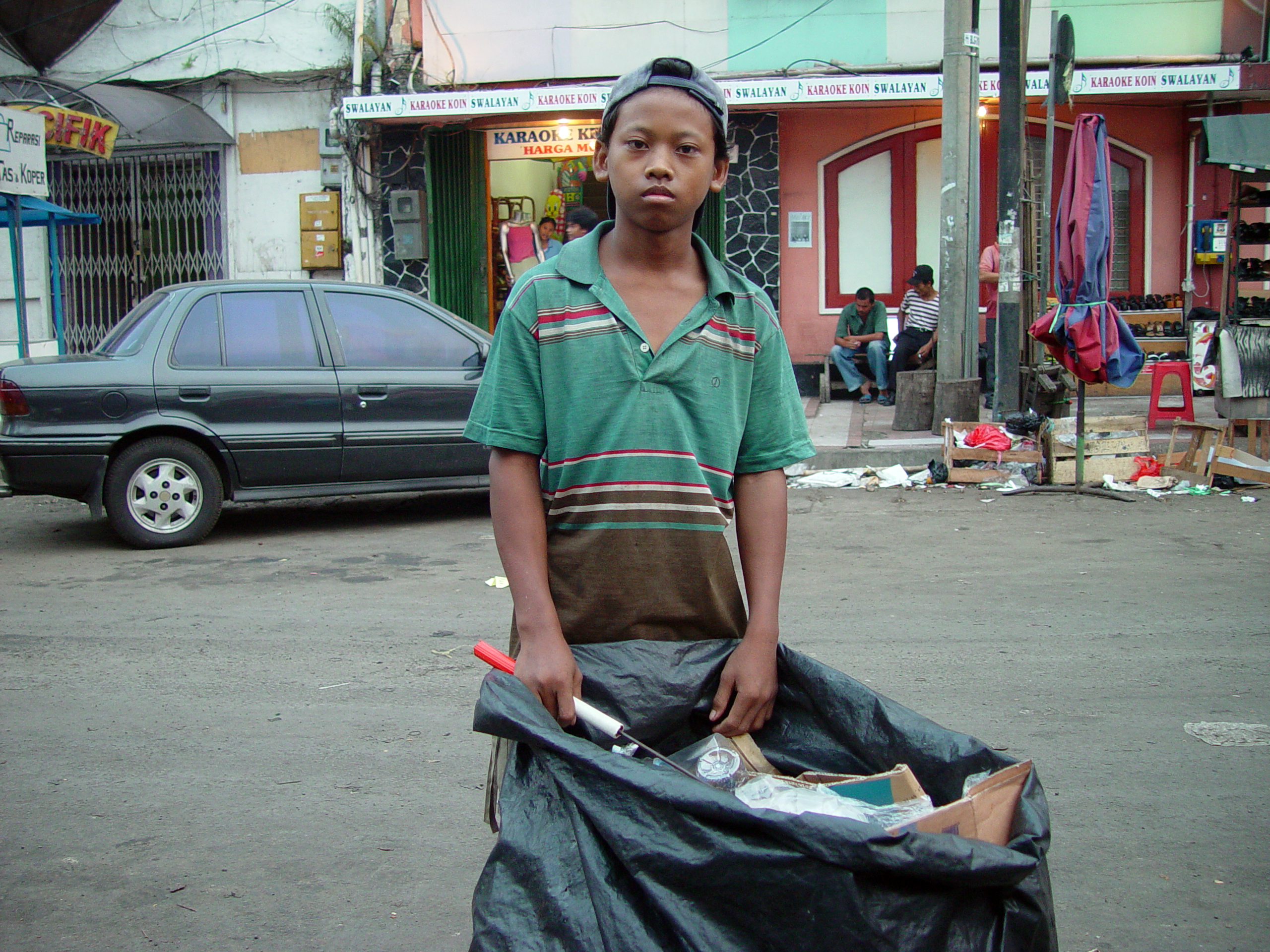
ملتقط نفايات في إندونيسيا

تسببت الهجرة داخل البلدان وزيادة معدلات الخصوبة على مدى نصف القرن الماضي في تكاثر سكان المدن في العالم النامي. من المتوقع أن يتضاعف عدد سكان الحضر في العالم بين عامي 1987 و 2015، مع حدوث 90٪ من هذا النمو في البلدان النامية. استقر الكثير من السكان الجدد في الأحياء العشوائية الحضرية والمستوطنات العشوائية، والتي توسعت بسرعة دون تخطيط مركزي. وجد تقرير برنامج الأمم المتحدة للمستوطنات البشرية أن ما يقرب من مليار شخص في جميع أنحاء العالم يعيشون في أحياء فقيرة، أي حوالي ثلث سكان الحضر في العالم.
أدى التوسع الحضري السريع إلى زيادة الطلب على خدمات جمع النفايات غير الرسمية بشكل كبير، حيث افتقرت المدن إلى البنية التحتية والموارد اللازمة لجمع إجمالي النفايات الناتجة عن سكانها. على الرغم من إنفاق 30-50٪ من ميزانيات العمليات على إدارة النفايات، تجمع مدن العالم النامي اليوم 50-80٪ فقط من النفايات التي يولدها السكان. غالبًا ما يلجأ المقيمون والشركات إلى حرق القمامة أو التخلص منها في الشوارع والأنهار والأراضي الخالية والمكبات المكشوفة. هذا مصدر لتلوث الهواء والأرض والماء يهدد صحة الإنسان والبيئة. يساعد جامعو النفايات غير الرسميين في التخفيف من هذا الضرر عن طريق جمع المواد القابلة لإعادة التدوير سيرًا على الأقدام أو في عربات الدفع والدراجات ذات العجلات الثلاث وعربات الحمير وعربات الخيول والشاحنات الصغيرة.
سهّل التوسع الحضري التوسع في جمع النفايات من خلال خلق مجموعة كبيرة من السكان العاطلين عن العمل والعاطلين عن العمل مع القليل من الوسائل البديلة لكسب الرزق. يُعرف جني النفايات، المعروف باسم "الصناعة الوحيدة التي توظف دائمًا"، بأنه وسادة للكثير من الذين فقدوا وظائفهم خلال أوقات الحرب والأزمات والانكماش الاقتصادي في البلدان التي ليس لديها أنظمة رعاية اجتماعية. وهي أيضًا واحدة من فرص العمل القليلة المتاحة للأشخاص الذين يفتقرون إلى التعليم الرسمي أو الخبرة الوظيفية.
في بلدان ما بعد الصناعة
على الرغم من وجود توثيق لجامعي الخردة وجامعي الخردة المعدنية الذين يقومون بتوريد البضائع إلى مصانع الورق والمسابك في وقت مبكر من القرن السابع عشر، إلا أن جمع النفايات الحديث لم يزدهر في الولايات المتحدة وأوروبا حتى القرن التاسع عشر. كما هو الحال في العالم النامي، أدى الجمع بين التصنيع والتحضر إلى ثلاثة اتجاهات فضلت ازدهار صناعة جمع النفايات غير الرسمية: زيادة توليد النفايات الحضرية، وزيادة الطلب على المواد الخام من الصناعة، وزيادة أعداد سكان الحضر المحتاجين. من سبل العيش. كان ملتقطو النفايات في تلك الحقبة يُعرفون باسم فئران الرصيف، والمصلحين، ورجال الخرق والعظام، والطين، وقطافو القمامة. انخفض التقاط النفايات بحلول منتصف القرن العشرين، حيث أُضفء الطابع الرسمي على صناعات إدارة النفايات، وخفضت دول الرفاهية من اعتماد الفقراء على إعادة التدوير غير الرسمية.
بدأت إعادة التدوير غير الرسمية في أجزاء من الولايات المتحدة وأوروبا الغربية في الانتشار مرة أخرى ابتداءً من منتصف التسعينيات. هناك عاملان غذيا الطفرة:
أولاً: ارتفع الطلب على إعادة التدوير بسبب زيادة تدفق النفايات، تراجع المساحة في مدافن النفايات، وتقنيات إعادة التدوير الجديدة، وجهود دعاة حماية البيئة.
كان هناك برنامج واحد لإعادة التدوير على جانب الطريق في الولايات المتحدة في عام 1985. كان هناك 9000 برنامج من هذا القبيل و 12000 مركز إنزال قابل لإعادة التدوير بحلول عام 1998. مُررت قوانين في بعض الولايات تجعل عدم إعادة التدوير غير قانوني.
ثانيًا: أدت التغييرات في الاقتصاد السياسي، بما في ذلك فقدان وظائف التصنيع، والتخفيضات في الوظائف الحكومية، وتراجع دولة الرفاهية إلى زيادة صفوف الفقراء، والعاملين الفقراء، والمشردين - وبالتالي كان هناك المزيد من الأشخاص الذين يميلون إلى الإهدار. مهنة بدوام كامل أو وظيفة تكميلية.
يجمع ملتقطو النفايات الأمريكيون في الغالب العلب والزجاجات والكرتون. يعمل العديد من المهاجرين ملتقطي النفايات لأن حواجز اللغة والتوثيق تحد من فرصهم في العمل في مكان آخر. يعمل العديد من الأشخاص المشردين أيضًا كجامعين للنفايات - ويصفها البعض على أنها البديل الوحيد للتجول. يستخدم بعض القائمين بإعادة التدوير الشاحنات لزيادة إنتاجهم بينما يعمل البعض الآخر سيرًا على الأقدام بالعربات. تشير الدلائل القصصية إلى أن معظم ملتقطي النفايات الأمريكيين هم من الذكور، حيث يعتبر قطف النفايات على نطاق واسع عملًا شاقًا وقذرًا للغاية بالنسبة للنساء. خلال دراسة إثنوجرافية للقائمين بإعادة التدوير المشردين في سان فرانسيسكو، زعمت عالمة الاجتماع تيريزا جوان أنها التقت بالمئات من ملتقطي النفايات الذكور، ولكن فقط أربع إناث تلتقطن النفايات.

## التكاليف والفوائد
الفوائد الاجتماعية والبيئية

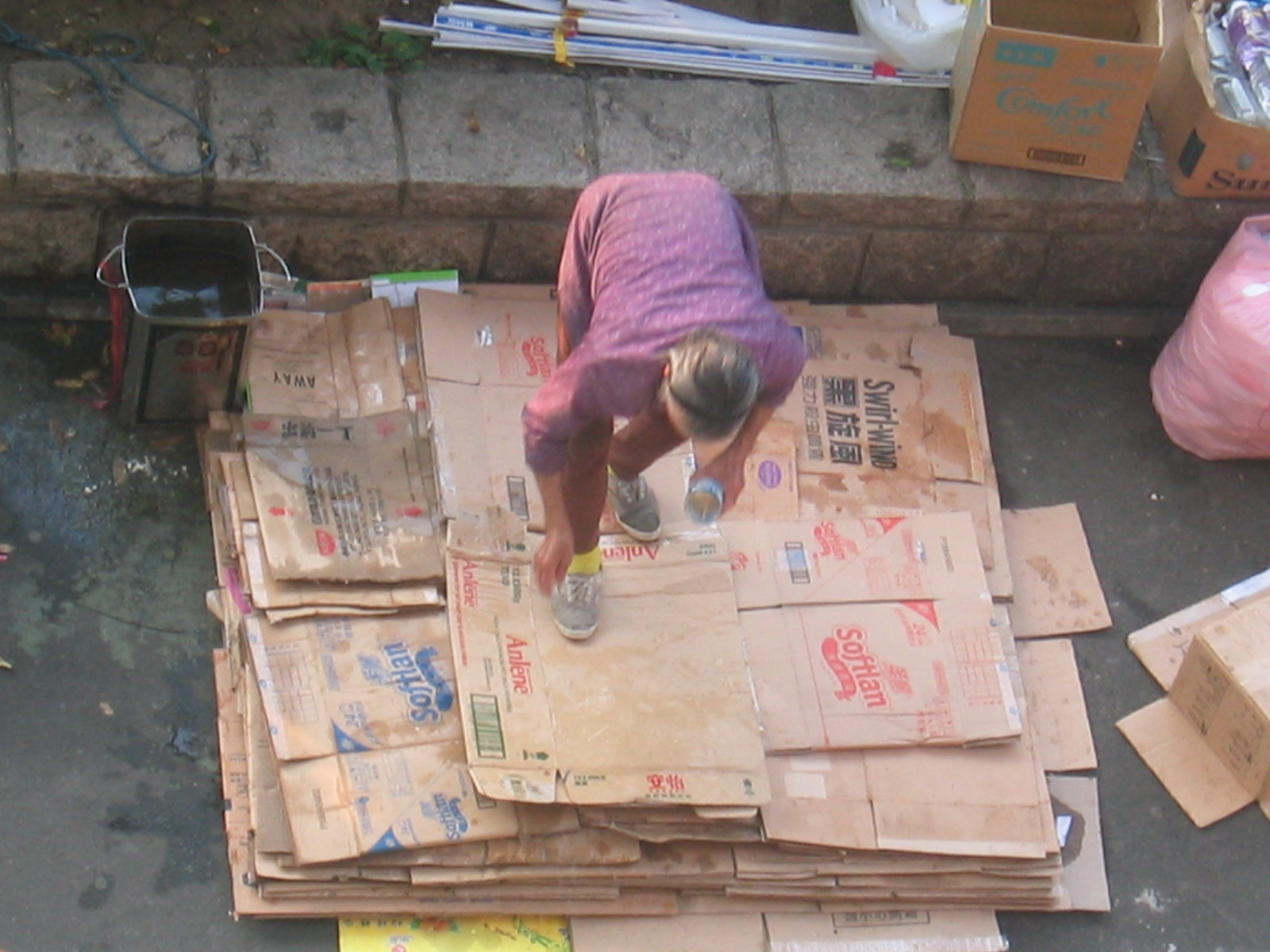
عاملة في هونغ كونغ تصب الماء على الورق الذي جمعته من أجل زيادة أرباحها من خلال زيادة وزنها.

يوفر قطف النفايات فوائد بيئية واقتصادية واجتماعية كبيرة:
- خلق فرص العمل: يوفر قطف النفايات مصدر رزق للأشخاص الذين يعانون من فقر مدقع مع فرص عمل أخرى قليلة. على الرغم من أن العديد من ملتقطي النفايات يمارسون مهنتهم كمهنة بدوام كامل، إلا أن ساعاتها المرنة تجعلها في متناول النساء اللائي لديهن مسؤوليات رعاية أخرى والأشخاص الذين يتطلعون إلى زيادة الدخل من وظائف أخرى. خلال أوقات الحاجة، يكون جمع النفايات بمثابة شبكة أمان لأطفال الشوارع والأيتام وكبار السن والأرامل والمهاجرين والمعاقين والعاطلين عن العمل وضحايا النزاعات المسلحة. يفيد قطف النفايات أيضًا الاقتصاد الأوسع من خلال توفير المواد الخام للصناعة وخلق العديد من الوظائف المرتبطة بها للوسطاء الذين يشترون ويصنفون ويعالجون ويعيدون بيع المواد التي يجمعها ملتقطو النفايات.[3]
- الصحة العامة والصرف الصحي: يجمع جامعو النفايات القمامة من الأحياء التي تفتقر إلى الخدمات العامة. بدون ملتقطي النفايات، سيضطر السكان إلى حرق القمامة أو التخلص منها في الأنهار والشوارع والأراضي الفارغة. يوفر ملتقطو النفايات الخدمة الوحيدة لإزالة النفايات الصلبة في العديد من المدن.[7]
- المدخرات البلدية: يوفر ملتقطو النفايات ما بين 50 و 100٪ من خدمات جمع النفايات في معظم مدن العالم النامي، وفقًا لتقرير موئل الأمم المتحدة لعام 2010.[19] هذا هو بمثابة دعم جماعي لحكومات المدن، الذين لا يدفعون مقابل العمل. علاوة على ذلك، تعمل إعادة التدوير على إطالة عمر مقالب المدينة ومدافن النفايات.
- الحد من التلوث وتخفيف آثار تغير المناخ: من خلال خفض كمية المواد البكر اللازمة للإنتاج، يقوم ملتقطو النفايات بتوفير مساحة في مدافن النفايات، وتقليل استهلاك المياه والطاقة، وتقليل تلوث الهواء والماء، وتخفيف تغير المناخ.[20] منذ عام 2009، حضرت الوفود الدولية لجامعي النفايات ما لا يقل عن خمسة مؤتمرات عالمية بشأن تغير المناخ للمطالبة بأن تستثمر صناديق المناخ في برامج استعادة الموارد التي ستساعد في ضمان سبل عيش الملتقطين، بدلاً من تقنيات التخلص من النفايات مثل المحارق.[21]

التكاليف الاجتماعية
لا يولد ملتقطو النفايات فوائد اجتماعية فحسب، بل يولدون أيضًا تكاليف محتملة وتشمل هذه:
- المخاطر المهنية: انظر المناقشة أدناه.

- عمالة الأطفال: يعمل الأطفال عادة في جمع النفايات. قد يتعارض هذا مع تعليمهم، أو يضر برفاههم الجسدي والعاطفي والاجتماعي.

- القمامة: ينشر ملتقطو النفايات الذين يعملون في الشوارع أحيانًا النفايات من أكياس القمامة، ويلطخون الأرصفة ويخلقون المزيد من العمل لمنظفات شوارع المدينة.

- الإزعاج العام: ينظر كثير من الناس إلى الملتقطين على أنهم مصدر إزعاج أو مصدر عار لمجتمعاتهم. يتسبب الفقر المتصور لجامعي النفايات ونقص الصرف الصحي في جعل بعض الناس غير مرتاحين أو خائفين. في البلدان النامية على وجه الخصوص، يجادل الكثيرون بأن الخدمات الحديثة يجب أن تحل محل ملتقطي النفايات.
- سرقة الممتلكات العامة: في بعض المدن، من المعروف أن ملتقطي النفايات يسرقون ويذوبون ويعيدون بيع الممتلكات العامة مثل الأسلاك النحاسية والهاتفية أو الأسوار الفولاذية أو أغطية غرف التفتيش.

المخاطر المهنية
المخاطر الصحية

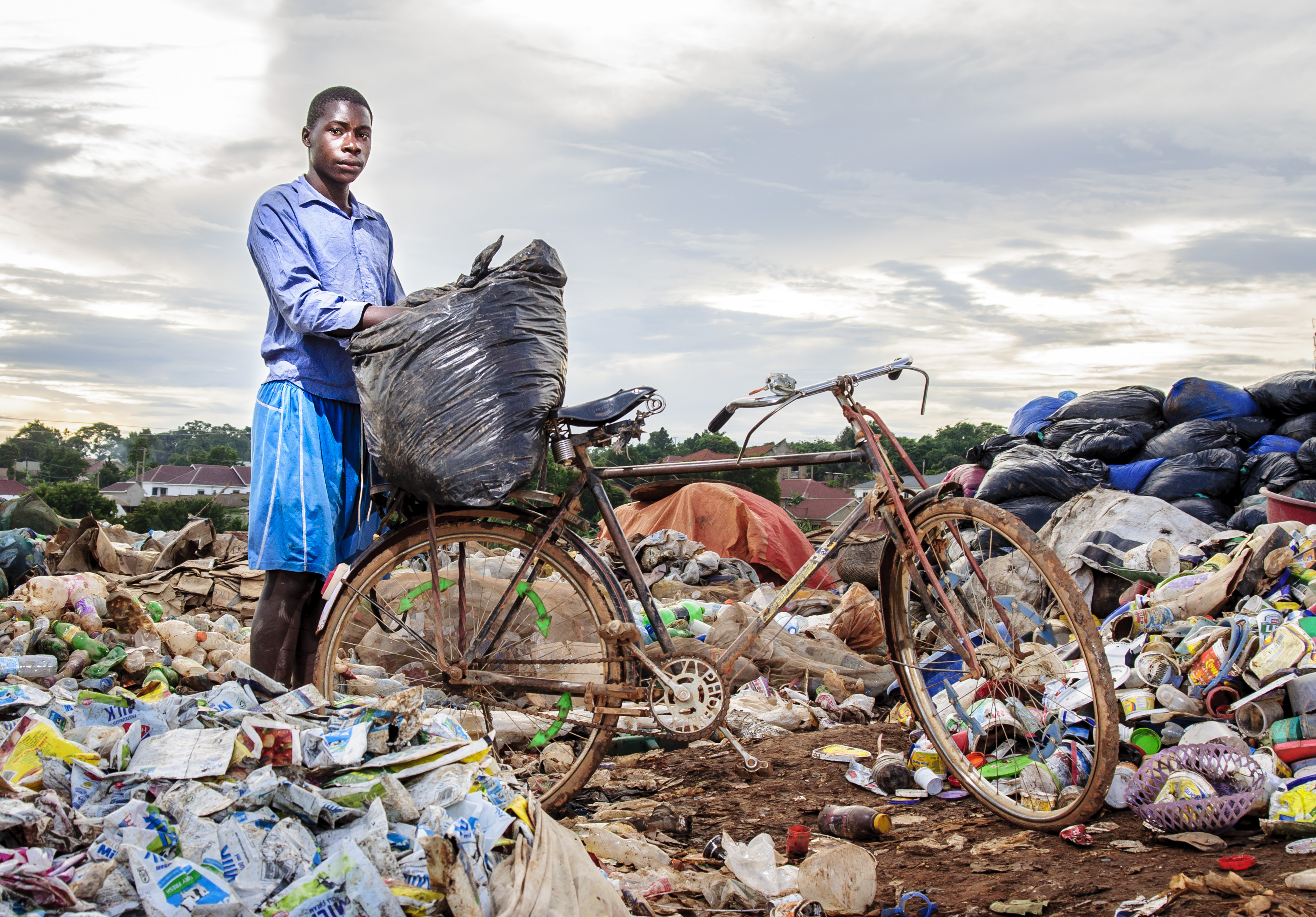
شاب في أوغندا يعمل في مكب للنفايات. بسبب مواقع العمل وظروفه ، هناك فرصة كبيرة للإصابة بمرض أو إصابة أثناء العمل كعامل جمع نفايات في بيئات معينة.

هناك انتشار كبير للأمراض بين ملتقطي النفايات بسبب تعرضهم للمواد الخطرة مثل البراز، والورق المشبع بالمواد السامة، والزجاجات والحاويات التي بها مخلفات كيميائية، والإبر الملوثة،  والمعادن الثقيلة من البطاريات. وجدت دراسة أجريت في مكسيكو سيتي أن متوسط عمر جامع نفايات مكب النفايات هو 39 عامًا، مقارنة بالمعدل الوطني البالغ 69 عامًا، على الرغم من أن دراسة لاحقة للبنك الدولي قدرت العمر الافتراضي بـ 53 عامًا. في بورسعيد، مصر، أظهرت دراسة أجريت عام 1981 أن معدل وفيات الرضع يبلغ الثلث بين ملتقطي النفايات (يموت طفل من كل ثلاثة أطفال قبل بلوغه سن واحد).
مخاطر الاصابة
إصابات الظهر واليد الناجمة عن رفع أشياء ثقيلة بمعدات قليلة من بين أكثر أنواع الإصابات المتعلقة بالعمل شيوعًا لجامعي النفايات. في دراسة أجريت على 48 من عمال جمع النفايات في سانتو أندريه بالبرازيل، أفاد جميع العمال تقريبًا بألم في الظهر والساقين والكتف والذراعين واليدين. يتعرض جامعو النفايات الذين يعملون في مقالب مكشوفة لكميات كبيرة من الأبخرة السامة، ويواجهون تهديدات خطيرة أخرى بما في ذلك دهسهم بواسطة الشاحنات ووقوعهم في هبوط السطح، وزلاقات القمامة، والحرائق. في 10 يوليو / تموز 2000، قُتل عدة مئات من ملتقطي النفايات جراء انزلاق نفايات من جبل نفايات ضخم بعد هطول أمطار موسمية في مكب مكشوف في باياتاس بالفلبين.
وصمة العار والتحرش والعنف
معظم أنشطة جمع النفايات غير قانونية أو غير مسموح بها، لذلك يواجه الملتقطون عادة مضايقات من قبل الشرطة والسلطات. أيضًا، هناك ازدراء عام واسع النطاق ضد ملتقطي النفايات بسبب فقرهم ونقص النظافة. تتعرض النساء لمضايقات أكبر، لا سيما التحرش الجنسي بسبب وضعهن الاجتماعي المتدني والافتقار إلى الدعم الاجتماعي.
يحدث أحد أكثر مظاهر الوصمة تطرفاً في كولومبيا، حيث منذ ثمانينيات القرن الماضي، قتلت مجموعات " التطهير الاجتماعي " الأهلية، التي تعمل أحيانًا بتواطؤ الشرطة، ما لا يقل عن ألفي جامع للنفايات ومتسول وعاهرة - يشيرون إليهم كـ "مستهلكات" ( مواد مدسوسة ). في ذروة هذا النشاط، أٌكتشفت 11 جثة لجامعي النفايات المقتولين في إحدى جامعات بارانكويلا في عام 1992. بيعت أعضائهم لأغراض الزرع وبيعت الجثث إلى كلية الطب للتشريح (Medina 2009، 155).

## تنظيم ملتقط النفايات
افترض العلماء تقليديًا أن العمال غير الرسميين مثل ملتقطي النفايات لا يستطيعون التنظيم بشكل جماعي بسبب الحواجز الهيكلية مثل الافتقار إلى الحماية القانونية، ومواقع العمل المنتشرة على نطاق واسع، والحدود التي يسهل اختراقها لمهنتهم، وثقافة الاستقلال والفردية، ونقص الخبرة المؤسسية، والافتقار إلى من المال والوقت لبناء المنظمات. ومع ذلك، في العقود الأخيرة، بدأ ملتقطو النفايات في جميع أنحاء أمريكا اللاتينية وآسيا وأفريقيا التنظيم الجماعي للفوز بمكان داخل أنظمة إعادة التدوير الرسمية.
يستخدم ملتقطو النفايات العديد من الأشكال التنظيمية بما في ذلك التعاونيات والجمعيات والشركات والنقابات والمؤسسات الصغيرة. على الرغم من الاختلافات في الشكل، تشترك معظم هذه المنظمات في ثلاثة أغراض أساسية. أولاً، من خلال تجميع رأس المال، وإنشاء المشاريع الصغيرة، وإقامة شراكات مع رجال الأعمال والحكومة، يزيد جامعو النفايات من قدرتهم على البيع. ثانيًا، من خلال تأمين الزي الرسمي ومعدات السلامة وتصاريح العمل، تزيد التعاونيات من كرامة مكان العمل وسلامته. وثالثًا، من خلال المطالبة بالاعتراف والتعويض من الدولة لمساهماتها البيئية والاقتصادية، تزيد التعاونيات من القوة السياسية للأعضاء. هذه الوظائف الثلاث - التأثير السياسي، والكرامة والسلامة في مكان العمل، وزيادة الدخل - تعزز بعضها البعض، مثل وضع الأرجل على كرسي.
أنشأ بعض ملتقطي النفايات منظمات "للنساء فقط"، والتي تسعى إلى مكافحة التمييز القائم على النوع الاجتماعي في مواقع العمل والمجتمعات. تشير دراسة أجريت في البرازيل إلى أن النساء ممثلات تمثيلا زائدا حتى في المنظمات المختلطة، حيث يشكلن 56٪ من العضوية على الرغم من حقيقة أنهن لا يمثلن سوى ثلث إجمالي السكان الذين يلتقطون النفايات.
بدأت منظمات ملتقطي النفايات في أجزاء كثيرة من العالم ابتداءً من التسعينيات تتحد في تحالفات إقليمية ووطنية وعابرة للحدود لزيادة صوتها السياسي ونفوذها الاقتصادي. اجتمع مندوبون من 30 دولة في بوغوتافي مارس 2008، كولومبيا، لحضور المؤتمر العالمي الأول (ومؤتمر أمريكا اللاتينية الثالث) لجامعي النفايات (WIEGO 2008). كانت إحدى القضايا الرئيسية التي نوقشت هي الاتجاه العالمي للخصخصة وتركيز أنظمة إدارة النفايات. في العادة، يُنظر إلى الخصخصة على أنها تسليم الوظائف الحكومية إلى القطاع الخاص، ولكن في هذه الحالة، غالبًا ما تعني الخصخصة نقل الخدمات التي كانت تُوفر سابقًا من قبل جامعي النفايات غير الرسميين إلى شركات خاصة. مع توسع تيارات النفايات بسبب زيادة الاستهلاك، أصبحت صناعة إدارة النفايات مربحة بشكل متزايد. تمنح الحكومات في جميع أنحاء العالم الشركات الخاصة احتكارات لأنظمة إدارة النفايات، مما يعني أن بقاء التعاونيات يتوقف على بناء التحالفات السياسية والاقتصادية اللازمة للفوز بالعقود - غالبًا ما تكون معركة شاقة نظرًا لعدم ثقة السلطات في جامعي النفايات وافتقار التعاونيات لرأس المال للآلات الحديثة.
التنظيم في أمريكا اللاتينية

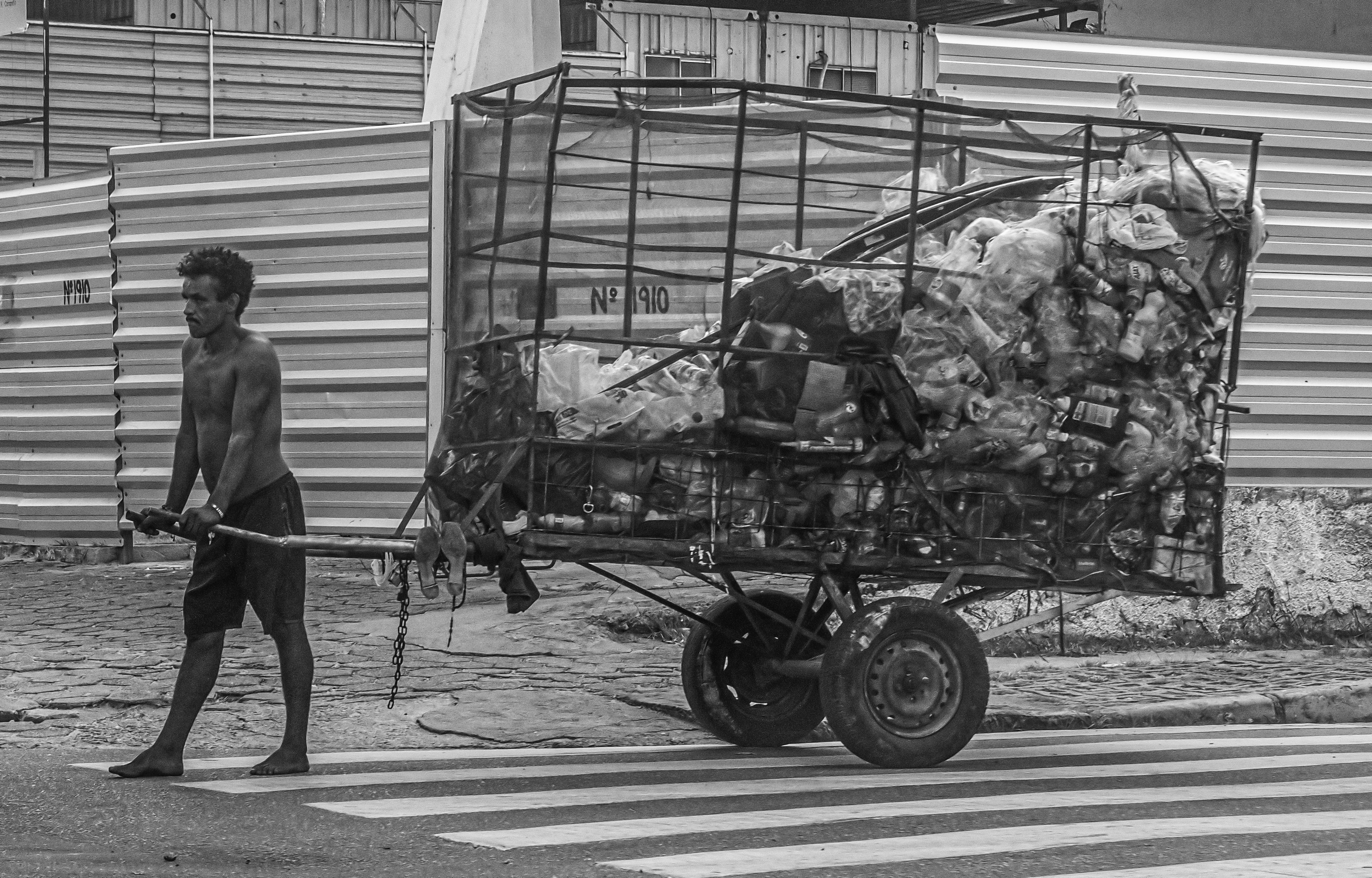
جامع في البرازيل قام بجمع العلب والزجاجات

أُنشئت أول منظمة معروفة لجمع النفايات في أمريكا اللاتينية في عام 1962، Cooperativa Antioqueña de Recolectores de Subproductos، في ميديلين، كولومبيا. لم تظهر حركة ملتقطي النفايات الكولومبية كقوة سياسية حقيقية حتى عام 1990، عندما اتحدت أربع جمعيات تعاونية كانت تقاتل إغلاق مكب نفايات تحت اسم رابطة جامعي النفايات في بوغوتا ( Asociación de Recicladores de Bogotá ، ARB). اليوم، يعد ARB واحدًا من أكثر منظمات جمع النفايات نشاطًا ورسوخًا في العالم. في عام 2013 ، مُنحت جائزة جولدمان البيئية لنوهرا باديلا (ممثلة ARB) لمساهمتها في إدارة النفايات وإعادة التدوير في كولومبيا. خلال التسعينيات، بدأت جمعيات جامعي النفايات القوية تتشكل في بلدان أمريكا اللاتينية الأخرى أيضًا - وعلى الأخص في البرازيل والأرجنتين وشيلي وأوروغواي.
استضافت البرازيل في عام 2005 الاجتماع الأول لشبكة جمع النفايات في أمريكا اللاتينية (LAWPN) - وهي منظمة تمثل الآن حركات ملتقطي النفايات من 16 دولة. يحتوي LAWPN على أربع وظائف رئيسية. أولاً، يسهل تبادل المعرفة والتكنولوجيا والاستراتيجيات بين المنظمات الأعضاء من خلال الاتفاقيات الإقليمية والوفود من دولة إلى أخرى والاتصالات السلكية واللاسلكية والتقارير الاستراتيجية. ثانيًا، ينظم تضامنًا عابرًا للحدود للمساعدة في المعارك المحلية. على سبيل المثال، عندما احتاج ملتقطو النفايات في مونتيفيديو، أوروغواي، إلى دعم في حملة محلية، أصدرت المنظمات الأعضاء عبر أمريكا اللاتينية بيانات تضامن وضغطت على سفرائها الوطنيين في أوروغواي لفعل الشيء نفسه. ثالثًا، يرسل LAWPN قادة من البلدان التي لديها حركات قوية لجمع النفايات إلى البلدان ذات الحركات الضعيفة من أجل تعزيز تطوير قيادة ومنظمات جديدة. رابعًا، تنظم LAWPN لجانًا عالمية لجمع النفايات لتقديم نداءات لدعم منظمات الحوكمة عبر الوطنية مثل بنك التنمية للبلدان الأمريكية، واتفاقية الأمم المتحدة بشأن تغير المناخ، ومنظمة العمل الدولية.
تعد حركة العمال المستبعدين (المستبعدة بمعنى أن عملهم غير معترف به من قبل الحكومة ويتم استبعادهم من حقوق الاستلام) في الأرجنتين أكبر منظمة ملتقطي النفايات. إنها منظمة اجتماعية، مستقلة عن الأحزاب السياسية، تضم أكثر من 2000 كرتون (ملتقط نفايات) في العاصمة الفيدرالية والضواحي، وتحديداً في أحياء لانوس ولوماس دي زامورا . بعد سنوات من التضحية والنضال، تمكنوا من تحسين ظروف عملهم. لقد أنشأوا نظامًا لوجستيًا أكثر - لم يعودوا يسافرون بالتعليق على الشاحنات، لقد حصلوا على حافز العمل والزي الرسمي، وأخيراً قاموا بتأسيس حضانة لـ 160 طفلاً، بعضهم عمل في الماضي ككرتون. ومع ذلك، لا يزال يتعين عليهم التقدم في تصميم برنامج الضمان الاجتماعي الذي يشمل جميع الكارتونات في بوينس آيرس. بالإضافة إلى ذلك، يتعين عليهم رفع مستوى الوعي بين سكان المدينة لفصل القمامة الخاصة بهم حتى يتمكنوا من جمع القمامة من الباب إلى الباب، دون الاتصال المباشر بالمواد المبللة.
التنظيم في آسيا
الهند هي موطن لأكبر حركة لجمع النفايات في آسيا. بدأت رابطة النساء العاملات لحسابهن في الهند، وهي نقابة تُنظم حصريًا النساء في الاقتصاد غير الرسمي ولديها أكثر من مليون عضو، في تنظيم ملتقطي النفايات في أواخر السبعينيات. أنشأ بنك سيوا ما يقرب من تسعين تعاونية لجمع النفايات، يستخدمها الأعضاء للحصول على عقود عمل جماعية والوصول إلى الائتمان والتدريب والأسواق. واحدة من أكبر جمعيات ملتقطي النفايات في آسيا هي تحالف جامعي النفايات الهندية (AIW)، وهي شبكة وطنية تضم 35 منظمة في 22 مدينة. يسهل AIW دعم الأقران والدعوة والتعلم المتبادل بين ملتقطي النفايات والمشترين المتكررين ودعم المنظمات غير الحكومية.
تخوض شركة كل الهند كاباري مازدور مهاسانغ (AIKMM) في الهند أيضًا معركة مع مجلس بلدية نيودلهي، الذي أبرم صفقة مع شركة رمكي للطاقة والبيئة Ltd التي يقع مقرها في حيدر أباد لإدارة النفايات، مما أدى في الواقع إلى تجريم عمل أكثر من 100،000 ملتقط نفايات غير منظم يقومون حاليًا بفرز حوالي 20٪ من نفايات دلهي. صنع مشروع EJOLT مقطع فيديو حول ما يسمونه حرب النفايات في دلهي. كما نظم ملتقطو النفايات في تايلاند، بما في ذلك الزبالون خون كاين.
تعمل منظمة مجموعة البحث والعمل البيئي في Chintan في دلهي على جعل عمل ملتقطي النفايات أكثر أمانًا (من خلال توفير القفازات والأقنعة) وتوفر أيضًا مصدر دخل ثابتًا (من خلال دفع أجر شهري لجامعي النفايات).
قام اتحاد جامعي النفايات الهندي المعروف باسم KKPKP مؤخرًا بتنفيذ مبادرة رسم الخرائط لتحديد المنظمات أو التي تعمل مع ملتقطي النفايات عبر القارة - وهي خطوة أولى نحو تطوير شبكة آسيوية. حُددت العديد من المنظمات غير الحكومية والنقابات العمالية التي تعمل مع ملتقطي النفايات، فضلاً عن مجموعات غير محكمة التكوين لجامعي النفايات، في كمبوديا وإندونيسيا والفلبين وتايلاند.
تعمل لجنة جرامبانجلا أونايان في بنغلاديش مع مجتمع ملتقطي النفايات في موقع مكب نفايات ماتويل التابع لشركة مدينة دكا. تم إنشاء مركز رعاية نهارية ومدرسة ابتدائية غير رسمية لجامعي النفايات الأطفال حيث توفر الرعاية والتعليم للأطفال في مرحلة الطفولة المبكرة لـ 112 ملتقطًا. قامت النساء الملتقطات في ماتويل بتكوين تعاونية لجمع النفايات.
يوجد في Pune (الهند) تعاونية عمالية من ملتقطي القمامة تسمى SWaCH. SWaCH هو اختصار لـ Solid Waste Collection Handling وهذا يعني أيضًا أنه نظيف باللغة المحلية. هذه المبادرة تمكن جميع الأعضاء. إنهم جميعًا يعملون، فهم ليسوا مجرد مساهمين. وتشكل النساء في معظم الفئات العمرية فئة أكبر من الرجال بنسبة إجمالية تبلغ 78٪. ومع ذلك، فإن الرجال هم الأغلبية في الفئة العمرية الأصغر. قبل الانضمام إلى SWaCH، اعتاد معظم الأعضاء العمل في جمع النفايات أو مشتري النفايات المتجولين. هناك أيضًا مجموعة أخرى مكونة من عمال تنظيف وتنظيف سابقين. تنتمي المجموعة السائدة لـ SWaCH إلى الطبقة المجدولة، على الرغم من تمثيل الطبقات المتخلفة الأخرى، بالإضافة إلى الطبقات الوسطى، في SWaCH أيضًا. هذه المبادرة هي نتيجة لمشروع المدن الشاملة الذي يهدف إلى دمج جامعي النفايات في إدارة النفايات الصلبة البلدية في بيون (الهند).
التنظيم في إفريقيا
تمتلك مصر أحد أنظمة إعادة التدوير غير الرسمية الأكثر رسوخًا وقوة في العالم. يتم تنفيذ الجزء الأكبر من العمل من قبل الزبالين (جامعي النفايات غير الرسميين)، وهم مجتمع مسيحي قبطي في الغالب ، والذي بدأ في الأربعينيات في جمع القمامة - وهو عمل تعتبره الأغلبية المسلمة في مصر غير نقي. في عام 2003، تعرض وجود الزبالين وأسلوب حياتهم للتهديد عندما منحت سلطات القاهرة عقودًا سنوية بقيمة 50 دولارًا لثلاث شركات متعددة الجنسيات للتخلص من القمامة، مما دفع الزبالين للدفاع بشكل جماعي عن مصدر رزقهم.
عقدت منظمة Waste Picker في جنوب إفريقيا اجتماعها الأول في يوليو 2009، والذي تضمن 100 ملتقط نفايات من 26 مطمرًا في جميع أنحاء البلاد. لا توجد خطط حالية لإنشاء شبكة جامعي نفايات أفريقية ، لكن منظمة شاك / سكان الأحياء الفقيرة نظمت اجتماعات بين قادة جامعي النفايات في كينيا ومصر وجنوب إفريقيا. 

## روابط خارجية
- فيليس ، سي وآخرون. (2012). إطار وأداة تحليلية ("InteRa") لدمج قطاع إعادة التدوير غير الرسمي في أنظمة إدارة النفايات والموارد في البلدان النامية. إدارة النفايات والبحوث 30 (9) الملحق 43-66
- شبكة التحالف العالمي لجامعي النفايات لشبكات ملتقطي النفايات ، بشكل رئيسي من آسيا وأفريقيا وأمريكا اللاتينية.
- Chintan هي مجموعة عمل وأبحاث بيئية توحد جامعي النفايات
- معرض افتراضي عن راغبيكرز